# 尖峰岭关木通
尖峰岭关木通（学名：Isotrema jianfenglingense）是马兜铃科关木通属的一种植物，是中国的特有植物。分布于中国的海南。
叶片披针形或椭圆状披针形, 侧脉16-18对; 花红紫色, 花被外面密被黄棕色长毛; 檐部开展成喇叭状, 喉口宽阔, 仅稍小于檐部。。